# Monnow Street

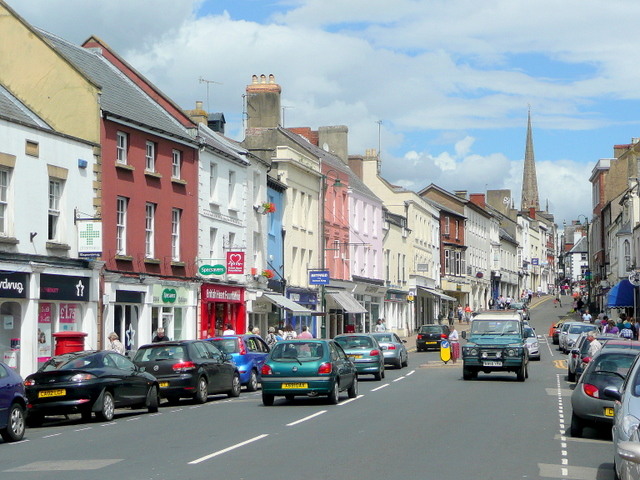
Monnow Street

A Monnow Street a walesi város, Monmouth főutcája. Közel 450 méter hosszú és a város központját jelentő Agincourt Square-t köti össze a Monnow folyóval, amely felett a város legfőbb látnivalója, a folyó nevét viselő középkori kőhíd ível át. Az utca korábbi nevei Great Causey és Monmoth Street utalnak főutca jellegére.

## Története
A helytörténészek véleménye szerint már a római korban létezett egy út ezen a helyen. A középkorban tipikus vásártérként, vásárutcaként üzemelt, erre utal egykori neve Great Causey (magyarul: nagy átkelő). Az utca középső, kiszélesedő részét mindkét oldalról kapuk zárták le, hogy megakadályozzák az áruba bocsátott állatállomány esetleges elszabadulását. A vásár később az utca északi részére húzódott vissza, a mai Agincourt Square területére és az utca a város déli részének fő közlekedési útvonalává alakult át, a Church Street folytatásaként, amely a város északi részét szelte át. Erre utal új neve is: Monmouth Street. Az utcát szegélyező telkeken végzett régészeti feltárások során érdekes római és normann kori leletek kerültek felszínre, valamint középkori vasmegmunkáló műhelyek maradványai. Az utcát ma 18. és 19. századi épületek és boltok szegélyezik. A legtöbb kétszintes, viktoriánus stílusjegyekkel.

## Nevezetes épületei
- A Cornwall House a 17. században épült, majd több lépésben átépítették. A The Buildings of Wales című monográfia szerint „az utca legimpozánsabb épülete”.[5] John Newman szerint az épület sokkal bonyolultabb, mint amilyennek az utcáról első látásra tűnik. Az épület előtt megemelt udvar található egy lámpatartóval. Az épület három szintes. Mindkét oldalán egy-egy egyszintes szárnyépület kapcsolódik hozzá. A bal oldali szárnyon ajtó található, a jobb oldalon ablak. A tulajdonképpeni ház homlokzata ötös tagolású. Az első szinten kiugrik a dór oszlopok által tartott, timpanonnal megkoronázott bejárat. A homlokzat a 18. századból származik. Valamikor a 19. században, a bal oldali szárnyat leválasztották tőle. Ma a Monmouthshire Beacon című újság székhelye. Mivel magántulajdonban van, a nagyközönség számára évente csak néhány alkalommal nyitja meg kapuit.[6][7]
- A The Vine Tree egykori fogadó volt The Coach and Horses néven. Az épület II. kategóriás brit műemlék (British Listed Building) 1970. november 18. óta.[8] Építésére vonatkozóan nincsenek pontos adatok. Az épület homlokzata György-korabeli stílusjegyeket visel magán. A homlokzatot a 18. században építették és az 1800-as években emelték meg.[9]
- A The Robin Hood Inn (magyarul: Robin Hood fogadó) késő középkori kőépítmény.[10] Egyike a város kevés középkori műemlékének. 1952. június 27. óta II*. kategóriás brit műemlék (British Listed Building).[11] Monmouth egykoron katolikus[12] központ volt és a katolikus lakosság számottevő maradt a protestantizmus térhódítása után is. Az 1770-es években tulajdonosa, Michael Watkins megengedte a hívőknek, hogy egyik emeleti szobájában misézzenek,[13][14] hiszen az 1778-ig, az úgynevezett Papists Act jóváhagyásáig (amely az első olyan törvény volt, amely a katolikusok elleni diszkrimináció felszámolását célozta meg) tilos volt.

## Fordítás
- Ez a szócikk részben vagy egészben  a   Monnow Street című angol Wikipédia-szócikk ezen változatának fordításán alapul.  Az eredeti cikk szerkesztőit annak laptörténete sorolja fel. Ez a jelzés csupán a megfogalmazás eredetét és a szerzői jogokat jelzi, nem szolgál a cikkben szereplő információk forrásmegjelöléseként.